# 日曜落語 〜なみはや亭〜
『日曜落語 〜なみはや亭〜』（にちようらくご なみはやてい）は、1997年10月より朝日放送ラジオ（ABCラジオ）で毎週日曜日の午前中に放送されている演芸番組である。実際には放送時間が数回にわたって変更されていて、2024年4月7日以降は放送枠を8:30 - 9:00に編成している（詳細後述）。
席亭（司会）は伊藤史隆（朝日放送→朝日放送テレビアナウンサー）で、プロデューサーは戸谷公一（朝日放送→朝日放送ラジオ）。構成は日沢伸哉（2009年に亡くなるまで担当）。

## 概要
上方落語で活躍中の落語家や故人の演目を中心に、1 - 2席の音源を放送。放送回によっては、東京落語の噺家が取り上げられることや、ゲストの落語家とのトークだけで終わることもある。
本編では、「上方落語をきく会」「神戸新開地・喜楽館　元気寄席」などの落語会で収録した音源や、朝日放送ラジオの「落語ライブラリー」に所蔵されている音源（昭和時代初期のSPレコードに収録された音源など）を中心に放送。「上方落語をきく会」の開催が決まった場合には、出演する落語家や日程・チケットの発売要項をエンディングで伊藤が伝えているほか、番組独自で公開録音を実施することもある。
オープニング・エンディングに流れるお囃子（オープニングは「せり」を使用）は、4代目林家染語楼、内海英華らが担当。大きな襲名や訃報があった際、すみやかに当人の特集が組まれるのが特徴で、1時間前後にわたって演じられた「大ネタ」については、音源を2回（「前半」と「後半」）に分けて放送する措置を講じている。
「席亭」の伊藤は2023年3月31日付で朝日放送テレビの正社員定年（60歳）を迎えたため、放送上は同月26日まで正社員として出演。同年4月1日（土曜日）付で嘱託扱いの「シニアアナウンサー」へ移行したことを機に、上方落語の定席の1つである神戸新開地・喜楽館（詳細後述）の初代支配人にも就任した。当番組では喜楽館の支配人へ就任することを2023年3月19日放送分でいち早く公表していて、就任翌日（4月2日）以降の放送でも、「喜楽館からのお知らせ」を適宜交えながら「席亭」を続けている。
なお、制作局の朝日放送（ラジオ）では、（2020年を除く）毎年8月の上旬から下旬にかけて全国高等学校野球選手権本大会の中継を放送。伊藤は朝日放送（テレビ）の正社員時代から、スポーツアナウンサーとして、テレビ・ラジオの中継で実況やインタビューを担当している。当番組では基本として事前に収録した音源を放送しているが、高校野球本大会の開会式が日曜日の午前8 - 9時台に催される場合や、日曜開催分の第1試合の開始時刻がこの時間帯に設定されている場合（4試合開催日）には放送を休止。大会の期間中に「休養日」を少なくとも1日組み込むようになった2013年以降は、日曜日が大会の休養日に充てられることが確定した場合に、当番組を通常と異なる編成で放送している。

## 放送時間
2009年10月からは8:20 - 9:00。8:30 - 9:00の時期を経て、2011年4月10日からは9:00 - 9:40の放送時間に変更。2015年11月から2021年3月28日までは、9:00 - 9:30に放送されていた。
2017年12月31日には、本編を15分拡大（3代目桂春團治「親子茶屋」と、2018年2月に4代目春團治を襲名する桂春之輔とのスタジオトークを放送）の上、同日深夜（2018年1月1日）には『なみはや亭 新春興行』（25:30 - 28:35。radiko上では27:00で一区切り）と題し、前半は桂吉弥「地獄八景亡者戯」（2017年1月21日の「第115回上方落語をきく会」夜の部で1本目に放送）および笑福亭銀瓶（2018年1月20日の「第116回上方落語をきく会」夜の部で「しごきの会」に挑戦）とのスタジオトーク、後半は笑福亭三喬（2017年10月に7代目松喬を襲名）「らくだ」（先述「第115回上方落語をきく会」夜の部で2本目に放送）と6代目笑福亭松鶴「正月丁稚」を放送した。
2018年8月19日は、第100回全国高等学校野球選手権記念大会の休養日に設定されていたことから、レギュラー番組の穴埋めとして拡大放送（8:40 - 9:30。radiko上では9:00で一区切り）が設定され、前半は同年9月1・2日開催の彦八まつりで実行委員長を務める3代目桂春蝶へのインタビュー、後半は桂ざこばと6代目三遊亭円楽へのインタビュー（伊藤の仕事の都合により、先輩アナウンサーの三代澤康司が聞き手を担当）を放送した。
2021年1月には、3日（日曜日）にレギュラー放送を休止する一方で、2日（土曜日）の7:30 - 8:00に『なみはや亭 新春興行』を編成した。4月4日放送分から、レギュラー枠での放送時間を9:00 - 9:45に変更（15分拡大）。第104回全国高等学校野球選手権大会最後の休養日に設定されていた8月21日には、2018年の休養日と同じ事情で1時間版（9:00 - 10:00）を編成している。
2023年には、1月1日が日曜日に当たることから、『なみはや亭 新春興行』を同日の9:00 - 10:00に放送。スタジオゲストは林家菊丸で、菊丸の落語も2本流した。その一方で、4月30日以降は『ドッキリ!ハッキリ!三代澤印です』（月 - 木曜日午前中の生ワイド番組『ドッキリ!ハッキリ!三代澤康司です』から派生した事前収録番組）が不定期で9:30 - 9:45に編成されているため、このような編成が講じられた週には当番組の放送枠を9:00 - 9:30へ戻していた。
2024年4月7日からは、『竹内弘一のなにがナンでも!』（元・KBS京都アナウンサーの竹内弘一が毎回、桂南光が月に3回程度、桂米紫が南光に代わって月に1回出演する収録番組）が毎週日曜日の9:00 - 10:00に放送されることに伴う措置で、当番組のレギュラー放送枠を8:30 - 9:00に変更。これを機に、スミリンケアライフの単独提供番組へ移行している。ちなみに伊藤は、朝日放送ラジオ限定で流れるスミリンケアライフのスポットCMおよび、平日14時の時報前に流れる同社のCMでアナウンスを2023年から担当。当番組でも、同社の提供期間中には、伊藤のアナウンスによるCMを終盤に流している。
なお、2024年7月7日放送分では、『なにがナンでも!』との連動企画で全編を構成。南光・竹内・伊藤による鼎談を前半、米紫による「兵庫船」（2020年2月11日に開催された「第118回 ABCラジオ上方落語をきく会」初日からのアーカイブ音源）を後半に放送した。もっとも、伊藤が鼎談の収録後（当番組の本編を収録する直前）に新型コロナウイルス感染症への罹患で体調を崩したため、伊藤から同年1月1日付で「神戸新開地・喜楽館アンバサダー」を委嘱されていた桂紗綾（朝日放送テレビの正社員アナウンサー）が「席亭代行」という肩書で本編を進行。桂紗綾はタイトルコールも任されていたが、伊藤は体調の回復を経て、翌週（7月14日放送分）から当番組の「席亭」に復帰している。
第106回全国高等学校野球選手権本大会期間中の2024年8月18日には、大会最初の休養日に充てられていたことから、当番組の放送枠を拡大したうえで『なみはや亭　夏休み特別興行』（7:45 - 8:25）とレギュラー版（8:30 - 9:00）の2部構成で放送している。当番組が休養日の発生にこのような構成で対応したのは、『ABCニュース』・『ABC天気予報』（日曜早朝分）の放送枠が、2024年の4月改編から（高校野球選手権本大会の4試合開催日と箱根駅伝の中継日を除いて）8:25 - 8:30で固定されていることによる。ちなみに、レギュラー版には通常編成と同じくスミリンケアライフが提供していたが、『夏休み特別興行』はスポンサーを付けずに放送した。

## ネット局
北陸放送（MROラジオ）でも毎週日曜日9:30 - 10:00に放送されていた（ネット開始・終了時期不明）。

## 過去の放送内容・演目

### 1997年
- 10月12日 6代目笑福亭松喬 「高津の富」
- 10月19日 月亭八方 「蛇含草」
- 10月26日 桂文華 「阿弥陀池」
- 11月2日 笑福亭福笑 「小言念仏」
- 11月9日 笑福亭三喬（現・7代目笑福亭松喬） 「鳥屋坊主」
- 11月16日 5代目林家小染 「尻餅」
- 11月23日 2代目桂春團治 「祝いのし」
- 11月30日 3代目桂南光 「胴切り」
- 12月7日 笑福亭仁鶴 「池田の猪買い」
- 12月14日 6代目笑福亭松鶴 「蔵丁稚」
- 12月21日 桂文珍 「七段目」
- 12月28日 桂九雀 「親子酒」

### 1998年
- 1月4日 5代目桂文枝 「莨の火」
- 1月11日 桂珍念 「代脈」
- 1月16日 3代目桂雀三郎 「哀愁列車」
- 1月25日 4代目桂文團治 「初天神」
- 2月1日 4代目桂文昇（当時の桂小國） 「崇徳院」
- 2月8日 笑福亭三喬 「短命」
- 2月15日 8代目桂文楽 「つるつる」
- 2月22日 5代目古今亭志ん生 「ふたなり」
- 3月1日 6代目笑福亭松喬 「花筏」
- 3月8日 桂つく枝 十徳、月亭八光 「狸賽」
- 3月15日 桂吉弥 「七度狐」
- 3月22日 桂雀々 「天王寺詣り」
- 3月29日 笑福亭福笑 「貧乏花見」
- 4月5日 6代目笑福亭松鶴 「櫻の宮」
- 4月12日 桂喜丸 「骨つり」
- 4月19日 桂小米 「口合小町」
- 4月26日 4代目林家染丸 「昆布巻芝居」
- 5月3日 3代目桂春團治 「野崎詣り」
- 5月10日 2代目桂春團治 「青菜」
- 5月17日 笑福亭三喬 「禁酒関所」
- 5月24日 桂吉朝 「はてなの茶碗」
- 5月31日 桂文珍 「手水まわし」
- 6月4日 3代目桂南光 「化物使い」
- 6月14日 3代目桂米朝 「鹿政談」
- 6月21日 4代目桂文團治 「らくだ」
- 6月28日 橘ノ圓都 「線香のたち切れ」
- 7月5日 桂春雨 「稽古屋」
- 7月12日 桂三枝（現・6代桂文枝） 「ボヤキ酒屋」
- 7月19日 桂む雀 「牛ほめ」
- 7月26日 5代目桂文枝 「舟弁慶」
- 8月2日 5代目林家小染 「遊山舟」
- 8月9日 5代目古今亭志ん生 「三年目」
- 8月15日 4代目林家染語楼 「へっつい幽霊」
- 8月23日 桂珍念 「持参金」
- 8月30日 6代目笑福亭松鶴 「子は鎹」
- 9月9日 6代目笑福亭松鶴 「天王寺詣り」
- 9月13日 桂三枝（現・6代桂文枝） 「アイスクリーム」
- 9月20日 笑福亭三喬 「延陽伯」
- 9月27日 2代目桂春團治 「猫の災難」
- 10月4日 桂小春（現・3代目桂小春團治） 「ちりとてちん」
- 10月11日 立川志の輔 「みどりの窓口」
- 10月18日 桂文太 「厩火事」
- 10月25日 柳家花緑 「野ざらし」
- 11月1日 桂吉朝 「天災」
- 11月8日 6代目笑福亭松喬 「三十石」
- 11月15日 3代目桂春團治 「祝のし」
- 11月22日 笑福亭仁鶴 「不動坊」
- 11月29日 桂文珍 「蔵丁稚」
- 12月6日 5代目桂文枝 「三枚起請」
- 12月13日 4代目桂文昇 「愛宕山」
- 12月20日 3代目桂あやめ 「義理ギリコミュニケーション」
- 12月27日 桂文太 「二番煎じ」

### 1999年
- 1月3日 4代目林家染丸 「寝床」
- 1月10日 桂三枝（現・六代桂文枝） 「ギャンブラー」
- 1月17日 3代目桂雀三郎 「G＆G」
- 1月24日 4代目桂文團治 「帯久」
- 1月31日 笑福亭銀瓶 「書き割り盗人」、笑福亭生喬 「つる」
- 2月7日 桂米平 「商売根問」、桂春菜 「寄合酒」
- 2月14日 桂雀々 「猿後家」
- 2月21日 5代目林家小染 「ふぐ鍋」
- 2月28日 笑福亭鶴二 「稽古屋」
- 3月7日 旭堂南左衛門 「荒大名の茶の湯」
- 3月14日 3代目桂米朝 「不動坊」
- 3月21日 桂吉朝 「風邪うどん」
- 3月28日 6代目笑福亭松喬 「首提灯」
- 4月4日 5代目桂文枝 「百年目」
- 4月11日 桂文福 「嗚呼!?トラの応援団」
- 4月18日 笑福亭三喬 「千早ふる」
- 4月25日 2代目桂枝雀 「鴻池の犬」
- 5月2日 2代目桂春團治 「阿弥陀池」
- 5月9日 笑福亭福笑 「滅亡の日」
- 5月16日 柳家花緑 「浮世床」
- 5月23日 初代桂小春團治 「職業病」
- 5月30日 3代目桂春團治 「高尾」
- 6月6日 桂文珍 「宿屋仇」
- 6月13日 桂吉朝 「くっしゃみ講釈」
- 6月20日 立川志らく 「火焔太鼓」
- 6月27日 桂珍念 「二人ぐせ」
- 7月4日 桂三枝（現・六代桂文枝） 「め組火消しカンパニー」
- 7月11日 笑福亭鶴二 「七段目」
- 7月18日 2代目笑福亭松之助 「軒付け」
- 7月25日 2代目三遊亭百生 「船弁慶」
- 8月1日 2代目桂春蝶 「猫の忠信」
- 8月15日 3代目林家染丸 「片袖」
- 8月22日 6代目三遊亭圓生 「死神」
- 8月29日 3代目桂文我 「死ぬなら今」、4代目桂文團治 「肝つぶし」
- 9月5日 6代目笑福亭松鶴 「棟梁の遊び」
- 9月12日 桂福車 「借家怪談」
- 9月19日 6代目笑福亭松喬 「天王寺詣り」
- 9月26日 3代目林家染二 「八五郎坊主」
- 10月3日 桂きん枝 「親子酒」
- 10月10日 桂文太 「へっつい盗人」
- 10月17日 2代目桂春團治 「近日息子」
- 10月24日 桂雀々 「遺言」
- 10月31日 柳家花緑 「明烏」
- 11月7日 4代目林家染丸 「三十石」
- 11月14日 笑福亭福笑 「池田の猪買い」
- 11月21日 3代目桂春團治 「親子茶屋」
- 11月28日 5代目桂文枝 「宿屋仇」
- 12月5日 桂文珍 「星野屋」
- 12月12日 笑福亭三喬 「花色木綿」
- 12月19日 桂珍念 「向う付け」
- 12月26日 6代目笑福亭松喬 「住吉駕籠」

### 2000年
- 1月2日 4代目林家染語楼 「不動坊」
- 1月9日 桂む雀 「鷺とり」
- 1月16日 4代目桂文團治 「鬼あざみ」、橘ノ圓都 「大安売」
- 1月23日 6代目笑福亭松鶴 「山城屋」
- 1月30日 桂吉弥 「犬の目」、桂紅雀 「米揚げ笊」
- 2月6日 桂かい枝 「もぎどり」、笑福亭遊喬 「寿限無」
- 2月13日 2代目桂ざこば 「天災」
- 2月20日 2代目三遊亭百生 林家トミ 「宿替え」
- 2月27日 林家トミ 口上 3代目南陵・圓都・3代目染丸、10代目金原亭馬生 「笠碁」
- 3月5日 桂坊枝 「稽古屋」
- 3月12日 5代目林家小染 「猫の災難」
- 3月19日 林家たい平 「湯屋番」
- 3月26日 桂吉朝 「質屋蔵」
- 4月2日 2代目桂春團治 「壺算」
- 4月9日 6代目笑福亭松鶴 「高津の富」
- 4月16日 2代目桂枝雀 「天神山」、2代目桂枝雀 「江戸荒物」
- 4月23日 3代目林家染二 「宿替え」、林家染雀 「金明竹」
- 4月30日 3代目桂春團治 「寄合酒」、初代桂春團治 「野崎詣り」
- 5月7日 笑福亭仁智 「老女A」、笑福亭福笑 「初孫」
- 5月14日 桂文太 「坊主の遊び」
- 5月21日 6代目笑福亭松喬 「佐々木裁き」
- 5月28日 5代目桂文枝 「百年目」
- 6月4日 桂文珍 「心中恋電脳」
- 6月11日 桂吉朝 「仔猫」
- 6月18日 初代桂小文治 「辻占茶屋」、初代桂小文治 「加賀見山」、桂三枝（現・六代桂文枝） 「お祭り代官行列」
- 6月25日 3代目三遊亭小圓朝 「権助提灯」、6代目三遊亭圓生 「しわい問答」
- 7月9日 笑福亭三喬 「天狗刺し」、笑福亭たま 「鉄砲勇助」
- 7月16日 柳家花緑 「片棒」
- 7月23日 桂雀々 「蟇の油」
- 7月30日 4代目林家染丸 「七度狐」
- 8月6日 笑福亭松之助 「お文さん」
- 8月13日 放送無し、6代目三遊亭圓生 「夏の医者」
- 8月20日 桂吉朝 「質屋蔵」、9代目林家正蔵 「淀五郎」
- 8月27日 笑福亭岐代松 「手水廻し」
- 9月3日 4代目桂文團治 「らくだ」
- 9月10日 5代目古今亭志ん生 「ふたなり」
- 9月17日 3代目林家染丸 「堀川」
- 9月24日 上方落語をきく会
- 10月1日 6代目笑福亭松鶴 「三十石」
- 10月8日 桂文珍 「はてなの茶碗」
- 10月15日 柳家喬太郎 「錦の袈裟」
- 10月22日 桂む雀 「ちりとてちん」、桂三金 「二人ぐせ」
- 10月29日 2代目桂春團治 「打飼盗人」、初代桂春團治 「へっつい盗人」
- 11月5日 3代目桂春團治 「いかけ屋」、桂春菜 「延陽伯」
- 11月11日 笑福亭仁鶴 「池田の猪買い」、3代目桂米朝 「まめだ」、3代目桂春團治 「祝のし」、5代目桂文枝 「天王寺詣り」
- 11月12日 柳家花緑 「厩火事」、桂米吉（現・桂よね吉） 「子ほめ」
- 11月19日 5代目桂文枝 「立ち切れ」
- 11月26日 笑福亭福笑 「代書屋」、3代目桂南光 「阿弥陀池」
- 12月3日 桂文珍 「星野屋」、桂珍念 「時うどん」
- 12月10日 2代目旭堂南陵 「津田直助」、3代目神田伯山 「閻魔堂のだまし討ち」
- 12月17日 林家たい平 「七段目」、林家たい平 「住吉駕籠」
- 12月24日 春風亭昇太 「宴会の花道」、3代目桂小春團治 「日本の奇祭」
- 12月31日 桂文太 「悋気の独楽」、3代目桂小米朝 「掛け取り」

### 2001年
- 1月2日 桂吉朝 「地獄八景亡者戯」、桂吉朝 「天災」
- 1月7日 桂雀々 「手水廻し」、3代目林家染二 「牛ほめ」
- 1月13日 6代目笑福亭松喬 「らくだ」
- 1月14日 3代目桂雀三郎 「寝床」、桂都んぼ 「兵庫船」
- 1月21日 月亭八方 「崇徳院」
- 1月28日 4代目林家染丸 「稽古屋」、桂あさ吉 「道具屋」
- 2月4日 笑福亭鶴志 「徳兵衛炬燵」、6代目笑福亭松鶴 「浪花哀詩」
- 2月11日 3代目林家染語楼 「地下鉄の条件」、5代目柳亭痴楽 「宿題」、桂音也 「ぜんざい公社」
- 2月18日 橘ノ圓都 「丙午」、6代目笑福亭松鶴 「おごろもち盗人」、2代目桂春蝶 「ピカソ」
- 2月25日 桂米吉 「池田の猪買い」、桂文華 「黄金の大黒」
- 3月4日 4代目林家小染 「たいこ腹」、4代目林家小染 「鹿政談」
- 3月11日 桂楽珍 「ふぐ鍋」、桂かい枝 「狸賽」
- 3月18日 春風亭昇太 「壺算」、柳家花緑 インタビュー
- 3月25日 2代目桂春團治 「豆屋」、初代桂春團治 「貧乏花見」
- 4月1日 8代目桂文楽 「愛宕山」、8代目桂文楽 「締め込み」
- 4月8日 4代目林家小染 「堀川」
- 4月15日 2代目桂枝雀 「八五郎坊主」、2代目桂枝雀 「茶目八」
- 4月22日 4代目桂梅團治 「竹の水仙」、桂こごろう 「動物園」
- 4月29日 笑福亭福笑 「釣り道入門」、笑福亭福笑 「へっつい盗人」
- 5月6日 笑福亭福笑 「ちしゃ医者」、笑福亭福笑 「新日本語講座」
- 5月13日 桂文珍 「親子茶屋」
- 5月20日 3代目桂春團治 「子ほめ」、初代桂春團治 「田楽喰い」
- 5月27日 6代目笑福亭松鶴 「誉田屋」
- 6月3日 柳家花緑 「宮戸川」、5代目柳家小さん 「かぼちゃ屋」
- 6月10日 笑福亭三喬 「おごろもち盗人」、4代目桂文團治 「いかけ屋」
- 6月17日 桂吉朝 「高津の富」
- 6月24日 5代目桂文枝 「莨の火」、2代目立花家花橘 「軒付け」
- 7月1日 6代目笑福亭松喬 「はてなの茶碗」
- 7月8日 笑福亭銀瓶 「七度狐」、桂福矢 「大安売り」
- 7月15日 桂む雀 「替り目」、桂しん吉 「犬の目」
- 7月22日 3代目林家染二 「お血脈」、笑福亭たま 「看板の一」
- 7月29日 3代目桂雀三郎 「遊山船」、5代目春風亭柳朝「たがや」
- 8月5日 笑福亭福笑 「あこがれの甲子園」、桂紅雀 「いらち俥」
- 8月12日 桂三枝（現・六代桂文枝） 「ヘラクレスの心」、笑福亭仁智 「川柳は心のウサの吹きだまり」
- 9月2日 3代目桂雀三郎 「Ｇ＆Ｇ」、林家花丸 「ろくろ首」
- 9月9日 笑福亭福笑 「江戸荒物」、5代目古今亭志ん生 「祇園祭」
- 9月16日 桂雀々 「八五郎坊主」
- 9月23日 月亭八天 「鬼の面」、6代目笑福亭松鶴 「天王寺詣り」
- 9月30日 桂小福 「代書屋」、橘ノ圓都 「京の茶漬け」
- 10月7日 3代目古今亭志ん朝 「船徳」、3代目古今亭志ん朝 「長短」
- 10月14日 6代目笑福亭松鶴 「らくだ」
- 10月21日 6代目笑福亭松鶴 「らくだ」
- 10月28日 2代目桂春團治	「二番煎じ」、初代桂春團治 「鳥屋坊主」
- 11月4日 4代目林家染語楼 「青空散髪」、笑福亭遊喬 「禁酒関所」
- 11月11日 桂文太 「抜け蟹」、桂阿か枝 「大安売り」
- 11月18日 3代目林家染丸 「猿後家」、9代目林家正蔵 「紫檀楼古木」
- 11月25日 6代目三遊亭圓生 「猫定」
- 12月2日 3代目桂春團治 「代書屋」、桂文華 「阿弥陀池」
- 12月9日 5代目桂文枝 「崇徳院」、吾妻ひな子 「おんな放談」
- 12月16日 桂文珍 「不動坊」
- 12月22日 橘ノ圓都 「きつね」、3代目桂文我 「写真の仇討ち」
- 12月28日 3代目古今亭志ん朝 「付き馬」
- 12月30日 5代目古今亭志ん生 「厩火事」、初代桂春團治 「馬の田楽」

### 2002年
- 1月6日 6代目笑福亭松喬 「牛ほめ」
- 1月13日 笑福亭仁福 「手水廻し」、2代目桂歌之助 「茶の湯」
- 1月20日 4代目桂文團治 「初天神」、笑福亭喬若 「動物園」
- 1月27日 林家たい平 「紙屑屋」、桂珍念 「道具屋」
- 2月3日 5代目（3代目）春風亭柳好 「野ざらし」、5代目春風亭柳朝 「大工調べ」
- 2月10日 2代目桂春蝶 「お玉牛」、5代目古今亭志ん生 「鈴ふり」、6代目笑福亭松鶴 「有馬小便」
- 2月17日 桂団朝 「寄合酒」、月亭遊方 「ペンギン・ア・ゴーゴー」
- 2月24日 3代目林家染二 「植木屋娘」、2代目林家染丸 「親子酒」
- 3月3日 8代目三笑亭可楽 「三方一両損」、橘ノ圓都 「てれすこ」
- 3月10日 笑福亭鶴志 「欲の熊鷹」、桂歌々志（現:3代目桂歌之助） 「米揚げいかき」
- 3月17日 月亭八方 「宿屋仇」
- 3月24日 桂文福 「プロレス狂の詩」、桂三風 「テレビショッピング」
- 3月31日 桂吉朝 「狐芝居」
- 4月7日 桂吉朝 「愛宕山」
- 4月14日 2代目桂枝雀 「こぶ弁慶」
- 4月21日 柳家小里ん 「天災」、桂かい枝 「秘伝書」
- 4月28日 6代目笑福亭松喬 「持参金」
- 5月5日 6代目笑福亭松鶴 「苫ヶ島」、5代目笑福亭松鶴 「子褒め」
- 5月12日 5代目林家小染 「応挙の幽霊」
- 5月19日 5代目柳家小さん 「粗忽長屋」、5代目柳家小さん 「禁酒番屋」
- 5月26日 柳家花緑 「ねずみ穴」
- 6月2日 笑福亭三喬 「住吉駕籠」
- 6月9日 4代目桂文團治 「船弁慶」、橘ノ圓都 「高尾」
- 6月16日 桂文太 「幾代餅」、3代目柳家小さん 「みかん屋」、3代目柳家小さん 「豊竹屋」
- 6月23日 笑福亭福笑 「宿屋ばばぁ」、初代三遊亭圓遊 「野ざらし」
- 6月30日 3代目桂春團治 「皿屋敷」、4代目橘家圓喬 「半分垢」
- 7月7日 5代目桂文枝 「猫の忠信」
- 7月13日 桂雀々 「地獄八景亡者戯」
- 7月14日 4代目桂梅團治	「宇治の柴舟」、初代三遊亭圓右 「向島」
- 7月21日 6代目古今亭志ん橋 「火焔太鼓」、5代目古今亭志ん生 「たがや」
- 7月28日 桂文喬 「宿替え」、林家卯三郎 「時うどん」
- 8月4日 桂宗助 「親子酒」、笑福亭たま 「大安売り」
- 8月25日 4代目林家染丸 「幸助餅」
- 9月1日 6代目笑福亭松鶴 「夢八」
- 9月22日 6代目三遊亭圓生 「鰍沢」、6代目三遊亭圓生 「転失気」
- 9月15日 3代目桂三木助 「御神酒徳利」
- 9月22日 笑福亭銀瓶 「天災」、月亭八天 「饅頭こわい」
- 9月29日 3代目古今亭志ん朝 「酢豆腐」、3代目古今亭志ん朝 「居候」
- 10月6日 桂勢朝 「ハイウェイ歌合戦」、桂まん我 「平林」
- 10月13日 桂文珍	「心中恋電脳」
- 10月20日 笑福亭呂鶴 「近日息子」、初代快楽亭ブラック 「漫談」
- 10月27日 露の五郎（現:2代目露の五郎兵衛） 「鹿政談」
- 11月3日 林家たい平 「不動坊」、桂珍念 「権兵衛狸」
- 11月10日 3代目桂雀三郎 「神頼み初恋編」
- 11月17日 笑福亭三喬 「相撲場風景」
- 11月24日 2代目桂ざこば 「阿弥陀池」
- 12月1日 3代目桂春團治 「高尾」、初代桂春團治 「寄合酒」
- 12月8日 桂文珍 「地獄八景亡者戯 上」
- 12月15日 桂文珍 「地獄八景亡者戯 下」
- 12月22日 5代目古今亭志ん生 「黄金餅」、5代目古今亭志ん生 「大津絵」、初代桂枝雀 「タコの手」
- 12月29日 6代目笑福亭松鶴 「子は鎹」

### 2003年
- 1月1日 桂吉朝 「どうらんの幸助」
- 1月5日 桂む雀 「延陽伯」、笑福亭たま 「矢橋船」
- 1月12日 笑福亭福笑 「葬儀屋さん」
- 1月19日 露の新治 「狼講釈」、桂かい枝 「バイリンガルに憧れて」
- 1月26日 初代森乃福郎 「乳貰い」、初代森乃福郎 「象の足跡」
- 2月2日 4代目林家小染 「尻餅」、初代林家小染 「太鼓腹」
- 2月9日 3代目桂雀三郎 「哀愁列車」、桂音也 「新代書」
- 2月16日 笑福亭岐代松 「花筏」
- 2月23日 桂三歩 「神様の御臨終」、3代目桂雀五郎 「子ほめ」
- 3月2日 9代目林家正蔵 「淀五郎」、3代目古今亭志ん生 「声色」、初代三遊亭圓右 「声色」
- 3月9日 4代目林家小染 「猫の災難」
- 3月16日 桂文太 「八五郎出世」、2代目立花家花橘 「他行」
- 3月23日 桂雀々 「天王寺詣り」
- 3月30日 5代目桂文枝 「崇徳院」、3代目林家染二 「いらち俥」
- 4月6日 5代目桂文枝 「景清」、吾妻ひな子 「おんな放談」
- 4月13日 3代目林家染二 「らくだ」
- 4月20日 2代目桂枝雀 「千両蜜柑」、2代目桂枝雀 「青菜」
- 4月27日 笑福亭三喬 「天狗刺し」、江戸家まねき猫 「河童の鳴き声」
- 5月4日 橘ノ圓都 「強情」、桂つく枝 「浮世根問」
- 5月11日 笑福亭三喬 「佐々木裁き」
- 5月18日 6代目笑福亭松鶴 「日和違い」、6代目笑福亭松鶴 「吉野狐」
- 5月25日 5代目古今亭志ん生 「火焔太鼓」、5代目古今亭志ん生 「かわり目」
- 6月1日 笑福亭福笑 「釣道入門」、3代目桂雀三郎 「歌・ああ青春の上方落語」
- 6月8日 3代目桂春團治 「野崎詣り」、笑福亭たま 「宿替え」
- 6月15日 桂吉朝 「化物使い」
- 6月22日 桂文珍 「胴乱の幸助」
- 6月29日 5代目春風亭柳昇 「里帰り」、桂しん吉 「鷺とり」
- 7月6日 笑福亭学光 「荒大名の茶の湯」、笑福亭三喬 インタビュー
- 7月13日 3代目柳家権太楼 「佃祭り」
- 7月20日 6代目笑福亭松鶴 「遊山船」、桂文珍 インタビュー
- 7月27日 5代目古今亭志ん生 「怪談牡丹灯籠 お露新三郎」、中田ダイマル・ラケット 「恋の手ほどき」
- 8月3日 6代目三遊亭圓生 「怪談牡丹灯籠 お札はがし」、砂川捨丸・中村春代 「お笑い金色夜叉」
- 8月24日 9代目林家正蔵 「怪談牡丹灯籠 幸手堤」、三遊亭小円・木村栄子 「夫婦漫才」
- 8月31日 旭堂南鱗 「幸助餅」
- 9月7日 6代目笑福亭松喬 「へっつい幽霊」
- 9月14日 桂楽珍 「手水廻し」
- 9月21日 桂吉坊 「商売根問」、桂雀松 「替り目」
- 9月28日 3代目古今亭志ん朝 「品川心中」
- 10月5日 夢路いとし・喜味こいし 「お笑い鍋料理」、夢路いとし・喜味こいし 「お笑い子供時代」
- 10月12日 林家花丸 鉄砲勇助、笑福亭仁智 源太と兄貴
- 10月19日 3代目桂雀三郎 「親子酒」
- 10月26日 桂楽珍 「蒟蒻問答」
- 11月2日 笑福亭三喬 「月に叢雲」、5代目笑福亭松鶴 「竜宮界竜の都」
- 11月9日 笑福亭福笑 「もう一つの日本」、6代目笑福亭松喬 インタビュー
- 11月16日 5代目林家小染 「鍬潟」
- 11月22日 4代目桂文團治 「寝床」、4代目桂文團治 「鬼あざみ」
- 11月30日 桂雀々 「くっしゃみ講釈」
- 12月7日 桂文太 「よもぎ餅」、2代目立花家花橘 「子供正直」
- 12月14日 3代目桂春團治 「親子茶屋」、笑福亭たま 「長短」、6代目笑福亭松鶴 「地上げ」、6代目笑福亭松鶴 「有馬小便」、6代目笑福亭松鶴 「猫の災難」
- 12月21日 桂文珍 「算段の平兵衛」
- 12月28日 桂都んぼ 「掛け取り」、桂米吉 「商売根問」

### 2004年
- 1月4日 4代目林家染語楼 「タクシー奇談」、4代目林家染丸 インタビュー
- 1月11日 笑福亭岐代松 「禁酒関所」、桂紅雀 「いらちの愛宕詣り」
- 1月18日 3代目桂三木助 「芝浜」、6代目朝寝坊むらく 「塩原多助一代記」、初代三遊亭圓右「 仏教」
- 1月25日 5代目古今亭志ん生 「文七元結」、初代桂春團治 「初天神」
- 2月1日 4代目林家小染 「お文さん」、4代目林家小染 「茶目八」
- 2月8日 桂文喬 「ちりとてちん」、10代目桂文治 「火焔太鼓」
- 2月15日 3代目林家染二 「湯屋番」、3代目林家染二 「ラストシーンはしめやかに」
- 2月22日 桂歌々志 「噺家入門」、桂三金 「鯛」
- 2月29日 笑福亭三喬 「森の物語」、6代目笑福亭松鶴 「地上げ」
- 3月7日 橘ノ圓都 「三人兄弟」、春風亭昇太 インタビュー
- 3月14日 8代目桂文楽 「富久」、8代目桂文楽 「やかん泥」
- 3月21日 桂かい枝 「お玉牛」、桂壱之輔 「寿限無」
- 3月28日 6代目笑福亭松喬 「帯久」
- 4月4日 桂小福 「野崎詣り」
- 4月11日 桂九雀 「軽石屁」
- 4月18日 2代目桂枝雀 「寝床」
- 5月2日 三遊亭白鳥 「白鳥版死神」
- 5月9日 笑福亭仁智 「源太と兄貴・純情編」、桂三若 「おっさん哀歌」
- 5月16日 桂三枝（現・六代桂文枝） 「背なで老いてる唐獅子牡丹」
- 5月23日 2代目三遊亭百生 「菊江仏壇」
- 5月30日 笑福亭福笑 「ミナミの旅」
- 6月6日 笑福亭三喬 「ぜんざい公社」
- 6月13日 3代目桂春團治 「寄合酒」
- 6月20日 桂吉朝 「はてなの茶碗」
- 6月27日 5代目桂文枝 「三枚起請」
- 7月4日 桂む雀 「軒付け」
- 7月11日 柳家さん喬 「笠碁」
- 7月18日 桂雀太 「延陽伯」、桂阿か枝 「狸賽」
- 7月25日 笑福亭生喬 「遊山舟」
- 8月1日 9代目林家正蔵 「年枝の幽霊」、桂文珍 インタビュー
- 8月15日 6代目三遊亭圓生 「三年目」
- 8月22日 旭堂南湖 「誕生日」
- 8月29日 月亭八光 「犬の目」、笑福亭岐代松 インタビュー
- 9月5日 2代目桂枝雀 「饅頭こわい」
- 9月12日 笑福亭仁鶴 「初天神」、笑福亭仁鶴 「青菜」
- 9月19日 4代目林家小染 「堀川」
- 9月26日 2代目桂春蝶 「猫の忠信」
- 10月3日 3代目古今亭志ん朝 「五人廻し」
- 10月10日 6代目笑福亭松鶴 「一人酒盛」
- 10月17日 桂文喬 「次の御用日」
- 10月24日 桂こごろう 「へっつい盗人」
- 10月31日 3代目桂雀三郎 「ちしゃ医者」
- 11月7日 6代目笑福亭松喬 「首提灯」
- 11月14日 桂吉弥 「親子酒」
- 11月21日 桂雀々 「夢八」
- 11月28日 5代目古今亭今輔 「ラーメン屋」
- 12月5日 3代目桂春團治 「いかけや」、3代目柳家小さん 「小言幸兵衛」
- 12月12日 笑福亭三喬 「花筏」
- 12月19日 桂文珍 「七度狐」
- 12月26日 笑福亭たま 「代書屋」

### 2005年
- 1月2日 桂かい枝 「堪忍袋」
- 1月9日 3代目柳家権太楼 「火焔太鼓」
- 1月16日 桂文太 「千早振る」
- 1月23日 3代目三遊亭金馬 「真田小僧」、「やかん」
- 1月30日 2代目桂枝雀 「夏の医者」、2代目桂枝雀 「延陽伯」
- 2月6日 4代目林家小染 「太鼓腹」、桂団朝 インタビュー
- 2月13日 2代目桂春蝶 「三枚起請」
- 2月20日 2代目桂ざこば 「天神山」、4代目橘家圓喬 「菖蒲売の咄」
- 2月27日 4代目桂梅團治 「ねずみ」
- 3月6日 桂団朝 「宗論」、7代目林家正蔵 「花見小僧」
- 3月13日 4代目桂文紅 「ぜんざい公社」、4代目桂文紅 「盗人の仲裁」
- 3月17日 5代目桂文枝 「船弁慶」
- 3月27日 5代目桂文枝 「猿後家」
- 4月3日 5代目桂文枝 「愛宕山」、桂文太 インタビュー
- 4月10日 4代目林家染語楼 「青空散髪」、3代目桂あやめ インタビュー
- 4月17日 2代目桂枝雀 「皿屋敷」
- 4月24日 3代目林家染二 「質屋芝居」、3代目桂雀三郎 インタビュー
- 5月1日 3代目桂小米朝 「高津の富」
- 5月8日 2代目桂ざこば 「厩火事」
- 5月15日 笑福亭たま 「船徳」、桂つく枝 「桃太郎」
- 5月22日 8代目桂文楽 「明烏」、笑福亭福笑	 インタビュー
- 5月29日 桂三歩 「宿題」、笑福亭三喬 インタビュー
- 6月5日 6代目笑福亭松喬 「佐々木裁き」
- 6月12日 桂文太 「軒付け」
- 6月19日 桂文珍 「百年目」
- 6月26日 笑福亭三喬 「へっつい幽霊」
- 7月3日 笑福亭福笑 「チャンチキおけさ」
- 7月10日 笑福亭喬若 「手水廻」、笑福亭たま 「webショート落語」
- 7月17日 笑福亭鶴二 「口入屋」
- 7月24日 5代目桂文枝 「船弁慶」
- 7月31日 笑福亭仁智 「めざせ甲子園」、桂文珍 インタビュー
- 8月7日 休み（雨傘）8代目林家正蔵 「中村仲蔵」
- 8月14日 笑福亭三喬 「転宅」
- 8月21日 柳家さん喬 「百川」
- 8月28日 3代目旭堂南陵 「水戸黄門漫遊記より」
- 9月4日 月亭遊方 「飯店エキサイティング」
- 9月11日 笑福亭遊喬 「住吉駕籠」
- 9月18日 3代目桂雀三郎 「崇徳」
- 9月25日 旭堂南左衛門 「長短槍試合」
- 10月2日 桂雀々 「茶漬幽霊」、桂文珍 インタビュー
- 10月9日 落語ブームの時代2 3代目文我 「上方見物」、4代目文紅 「地蔵の散髪」
- 10月16日 笑福亭三喬 「蛇含草」
- 10月23日 8代目林家正蔵 「中村仲蔵」
- 10月30日 笑福亭仁智 「ハードラック」
- 11月13日 桂吉朝 「くっしゃみ講釈」
- 11月20日 5代目桂文枝 「稽古屋」
- 11月27日 6代目笑福亭松鶴 「仏師屋盗人」
- 12月4日 3代目林家染二 「皿屋敷」
- 12月11日 桂文太 「寝床」
- 12月18日 桂文珍 「老楽風呂」
- 12月25日 笑福亭生喬 「しびんの花活け」

### 2006年
- 1月1日 桂三歩 「鯛」、桂三歩 インタビュー
- 1月8日 笑福亭福笑 「浪曲やくざ」
- 1月15日 露の団姫 「大仏の眼」、桂吉弥 「ふぐ鍋」
- 1月22日 3代目桂小春團治 「祇園舞妓自動車教習所」、月亭八光 「初天神」
- 1月29日 5代目林家小染 「尻餅」
- 2月5日 2代目露の五郎兵衛 「蛸坊主」、初代桂春團治 「厄払い」
- 2月12日 3代目桂小米朝 「茶漬間男」、三遊亭小圓歌 「三味線漫談」
- 2月19日 笑福亭三喬 「首の仕替え」
- 2月26日 4代目桂梅團治 「転失気」、桂つく枝 「動物園」
- 3月5日 3代目桂あやめ 「コンパ大作戦」、姉様キングス 「音曲漫才」
- 3月12日 5代目桂文枝 「景清」
- 3月19日 3代目桂春團治 「代書屋」、3代目桂春團治 インタビュー
- 3月26日 桂雀々 「さくらんぼ」
- 4月2日 3代目林家染二 「湯屋番」、3代目三遊亭圓右 「銀婚旅行」
- 4月9日 4代目林家染丸 「堀川」
- 4月16日 笑福亭松之助 「死神」
- 4月23日 桂文太 「明烏」
- 4月30日 桂文福 「御存知!!文福おいやんステージ」、桂文華 「いらち俥」
- 5月7日 桂九雀 「御公家女房」、桂楽珍 「相撲場風景」
- 5月14日 笑福亭鶴志 「手切れ丁稚」
- 5月21日 3代目桂雀三郎 「時うどん」、柳家小菊 「粋曲」
- 5月28日 5代目桂文枝 「悋気の独楽」
- 6月4日 6代目笑福亭松喬 「ざこ八」
- 6月11日 桂文珍 「包丁間男」
- 6月18日 8代目桂文楽 「船徳」
- 6月25日 6代目笑福亭松鶴 「うなぎや」
- 7月2日 3代目林家染丸 「お文さん」
- 7月9日 桂文喬 「住吉駕籠」
- 7月16日 笑福亭鶴二 「竹の水仙」、桂ちょうば 「狸の賽」
- 7月23日 月亭遊方 「ゴーイング見合ウェイ」
- 7月30日 桂小米 「夏の医者」、桂文珍 インタビュー
- 8月6日 笑福亭たま 七度狐」
- 8月20日 林家市楼 「青空散髪」、桂佐ん吉 「子ほめ」
- 8月27日 桂かい枝 「おごろもち盗人」、桂小枝 インタビュー
- 9月3日 桂雀々 「一文笛」
- 9月10日 笑福亭鶴二 「馬の田楽」、岩本靖夫 インタビュー
- 9月17日 4代目桂梅團治 「佐々木裁き」
- 9月24日 桂枝女太 「住吉駕籠」
- 10月1日 旭堂南鱗 「貧乏業平」
- 10月8日 笑福亭福笑 「入院」
- 10月15日 笑福亭たま 「くっしゃみ講釈」
- 10月22日 桂文太 「龍宮界龍の都」
- 10月29日 笑福亭仁鶴 「月宮殿星の都」、笑福亭仁鶴 インタビュー
- 11月5日 桂吉朝 「はてなの茶碗」
- 11月12日 笑福亭仁智 「EBI完結編」
- 11月19日 川柳川柳 「ガーコン」
- 11月26日 桂坊枝 「火焔太鼓」
- 12月3日 5代目桂春團治 「祝のし」
- 12月10日 5代目桂文枝 「高津の富」
- 12月17日 笑福亭三喬 「借家怪談」
- 12月27日 笑福亭鶴二 「寝床」
- 12月31日 桂三歩 「青菜」

### 2007年
- 1月7日 月亭八方 「宿屋仇」、5代目古今亭志ん生 「大津絵冬の夜」
- 1月14日 月亭八方 「宿屋仇」、西國坊明學 「俗曲」
- 1月21日 2代目桂歌之助 「持参金」、3代目桂歌之助 インタビュー
- 1月28日 笑福亭智之介 「元犬」、桂吉の丞 「つる」
- 2月4日 8代目桂文楽 「厄払い」、笑福亭瓶成 「いらち俥」
- 2月11日 桂三枝（現・六代桂文枝） 「誕生日」
- 2月18日 3代目桂あやめ 「私はオバサンにならない」、桂三金 「デブのお肉に恋してる」
- 2月25日 桂雀々 「代書屋」
- 3月4日 4代目桂文紅 「らくだ」
- 3月11日 5代目桂文枝 「三十石」
- 3月18日 笑福亭仁智 「営業二課あさだ係長の四日間」
- 3月25日 笑福亭福笑 「葬儀屋さん」
- 4月1日 笑福亭たま 「ホスピタル」、5代目笑福亭松鶴 「須磨名所」
- 4月8日 桂つく枝 「堪忍袋」
- 4月15日 笑福亭三喬 「仏師屋盗人」
- 4月22日 桂文珍 「天神山」
- 4月29日 6代目笑福亭松鶴 「たぬき茶屋」、笑福亭呂竹 「色事根問」
- 5月6日 5代目古今亭志ん生 「井戸の茶碗」
- 5月13日 4代目桂文團治 「いかけや」、3代目林家染丸 「茶目八」
- 5月20日 4代目林家染語楼 「へっつい幽霊」
- 6月3日 笑福亭福笑 「千早振る」
- 6月10日 3代目柳家権太楼 「不動坊」
- 6月17日 桂文太 「稽古屋」
- 6月24日 笑福亭智之介 「狸賽」、漫画トリオ 「お笑い消防」
- 7月1日 3代目桂米朝 「けんげしゃ茶屋」
- 7月8日 月亭八方 「算段の平兵衛」
- 7月15日 笑福亭鶴光 「袈裟御前」、内海英華 「女道楽」
- 7月22日 笑福亭仁智 「大阪の歩き方」、「トクさん、トメさん」
- 7月29日 5代目桂文枝 「祝のし」、桂文珍 インタビュー
- 8月5日 2代目露の五郎兵衛 「真景累ヶ淵（宗悦殺し編）」、インタビュー
- 8月12日 5代目古今亭志ん生 「塩原多助一代記（青の別れ編）」
- 8月19日 5代目古今亭志ん生 「塩原多助一代記（山口屋ゆすり編）」
- 8月26日 桂小枝「くっしゃみ講釈」
- 9月2日 笑福亭福笑 「瀞満峡」
- 9月9日 2代目旭堂南陵 「太閤記より 矢矧橋」
- 9月16日 笑福亭仁鶴 「牛ほめ」
- 9月23日 林家染左 「二人癖」、4代目橘家圓喬 「小咄・柿と栗の喧嘩」
- 9月30日 笑福亭鶴光 「木津勘助」
- 10月7日 笑福亭鶴二 「七段目」
- 10月14日 月亭八方 「稽古屋」
- 10月20日 笑福亭三喬 「崇徳院」
- 10月27日 林家染二 「貧乏神」
- 11月4日 4代目桂梅團治 「お玉牛」
- 11月11日 春風亭昇太 「人生が二度あれば」、インタビュー
- 11月18日 林家染雀 「雁風呂」、4代目橘家圓喬 「三題咄・佃島 三月節句 囲物」
- 11月25日 5代目桂文枝 「次の御用日」
- 12月2日 5代目古今亭志ん生 「ふたなり」
- 12月9日 6代目笑福亭松鶴 「高津の富」
- 12月16日 桂文珍 「茶屋迎い」
- 12月23日 桂文華 「近日息子」
- 12月30日 旭堂南左衛門 「赤穂義士伝　徂徠豆腐」

### 2008年
- 1月6日 笑福亭鶴二 「延陽伯」
- 1月13日 Ｗヤング 「電化製品づくし」
- 1月20日 4代目桂文團治 「初天神」
- 1月27日 桂雀々 「鷺とり」
- 2月3日 露の団姫 「松山鏡」、三人奴　「こっけいお俊伝兵衛」
- 2月10日 桂三枝 （現6代目桂文枝）「赤とんぼ」
- 2月17日 中田ダイマル・ラケット 「僕は幽霊」、東洋朝日丸・日出丸　「やぐら太鼓」
- 2月24日 桂つく枝 （現5代目桂文三）「祝のし」
- 3月2日 桂文珍「はてなの茶碗」
- 3月9日 桂文珍「老婆の休日」
- 3月16日 桂文珍「星野屋」
- 3月23日 桂文珍「胴乱の幸助」
- 3月30日 桂文珍「天神山」
- 4月6日 5代目桂文枝（3代目小文枝）「愛宕山」、松旭斎小天正「コメディ・マジック」（一部）
- 4月13日 2代目桂枝雀（10代目小米）「代書」、笑福亭鶴笑「立体西遊記」（一部）
- 4月20日 笑福亭仁智「源太と兄貴」
- 4月27日 笑福亭三喬「子盗人」
- 5月4日 人生幸朗・生恵幸子「人生ぼやき講座　'75」、島田洋之介・今喜多代「我が家の花壇」
- 5月11日 桂三金「奥野君の幽霊」、桂三四郎「つる」
- 5月18日 4代目桂文昇「餅屋問答」
- 5月25日 林家花丸「花丸版　ないもの買い」
- 6月1日 6代目笑福亭松鶴（4代目枝鶴）「へっつい幽霊」
- 6月8日 笑福亭仁智「ハードラック」
- 6月15日 4代目林家染丸「悋気の独楽」
- 6月22日 桂文太「松島心中」
- 6月29日 桂都んぼ（現4代目桂米紫）「向付け」
- 7月6日 桂吉の丞「時うどん」、笑福亭智之介「桃太郎」
- 7月13日 桂文華「ちりとてちん」
- 7月20日 2代目桂ざこば「遊山舟」
- 7月27日 桂文珍「舟弁慶」

## なみ1グランプリ
入門10年以内の若手噺家が、優勝特典である「上方落語をきく会」昼の部本編のトップバッターの座を競う公開落語会。2014年より、12月下旬にDAIHATSU MOVE道頓堀角座（2016年まで）→ABCホール（2017年より）で開催され、翌月の当番組にて放送されている（基本的に毎週2組ずつ放送）。

### 出場者
☆：優勝、△：「きく会」昼の部開口一番、▽：「きく会」夜の部開口一番
2014年
- 桂そうば☆、桂優々△、笑福亭喬介▽、桂ぽんぽ娘、桂咲之輔、桂三語

2015年
- 桂華紋☆、桂ぽんぽ娘△、桂咲之輔▽、笑福亭呂好、桂慶治朗、桂優々、桂あおば

2016年
- 桂三語☆、桂弥太郎△、笑福亭呂好▽、桂三度、桂鞠輔、桂治門

2017年
- 桂咲之輔☆、桂小留△、桂小鯛、桂あおば、露の眞、桂治門

2018年度
- 桂あおば☆、桂慶治朗▽、桂團治郎、桂米輝、笑福亭笑利、桂小梅、桂寅之輔

## リモート公開録音
日本国内で新型コロナウイルスへの感染が拡大している2020年5月には、Zoom (アプリケーション)を活用した「リモート公開録音」を初めて実施。笑福亭銀瓶、桂ひろば、桂福丸、桂治門の出演と、「席亭」の伊藤による進行で収録した音源を、同月31日から数週にわたって放送している。上記の影響による定席・ホールの休業などで落語家が活動の機会を失っていることや、寄席スタイルによる通常の公開録音を休止せざるを得ないことを背景に実現した企画で、実施に際してはZoomで動画を鑑賞できる通信環境を備えたリスナーを募集。抽選で50人をZoom上に「招待」したうえで、朝日放送グループ本社内の和室に控えた落語家が、和室内のモニターから「招待客」の反応を見ながら高座を務めた。
当番組のプロデューサーである戸谷は、「客の反応を感じながら（噺を）演じてもらいたい」「（前述した）現状を『記録』として残すとともに、今後のために『実験』もしておきたい」との意向から「リモート公開録音」を企画。高座の最中に落語と「招待客」の反応を別々に収録してから、双方の音源を編集で組み合わせたうえで放送しているという。

## 神戸新開地・喜楽館と連携したイベント
神戸新開地・喜楽館では、伊藤のプロデュースによる「プロ野球応援ウィーク」（NPBで特定の球団の大ファンであることを公言している落語家が一堂に会するイベント）を、朝日放送ラジオによる協力の下で2021年から毎年（セ・パ交流戦やポストシーズンの期間中か前後に1週間）開催。このイベントで披露された演目や、伊藤と芦沢誠（朝日放送テレビのシニアアナウンサー）が中入り後に日替わりで進行する「プロ野球応援トーク」（応援する球団やリーグが互いに異なる2人の落語家も同席するトークセッション）を収録した音源の一部を、開催期間の終了後に当番組で放送している。
ちなみに、芦沢は朝日放送テレビに在籍したまま、桂紗綾と共に2024年1月1日付で伊藤から「神戸新開地・喜楽館アンバサダー」を委嘱。第7回の「プロ野球応援ウィーク」（2024年6月24日 - 30日の昼席）に際しては、27日（木曜日）開催分（司会は芦沢）・28日（金曜日）開催分（司会は伊藤）を対象に、「プロ野球応援トーク」のダイジェスト音源を朝日放送ラジオが最終日（30日）終演後（21:30 - 22:15の「日曜スペシャル」枠内）の『なみはや亭特別興行 神戸新開地・喜楽館 プロ野球応援ウィーク』で放送した。
また、伊藤の支配人就任を機に、「神戸新開地・喜楽館AWARD」（上方落語協会に所属する入門15年目から25年目までの落語家が対象の落語コンクール）を朝日放送ラジオとの共催イベントとして2023年から開始。当番組では、希望するリスナーを抽選で招待したうえで審査を委ねる「予選会」の公開収録を毎年秋（9月か10月）に実施したうえで、喜楽館の「夜席」（夜間の有料興行）として催される「決勝」の生中継を毎年12月の第1日曜日（3日）に「特別番組」扱いで放送。「予選会」が終了してから「決勝」の当日までは、「決勝」への進出者が「予選会」で披露した演目の同録音源を順次流している。なお、第1回ではマルエスが冠スポンサーに付いたことから、当番組も2023年10月8日放送分から同年内の最終回（12月31日放送分）まで「マルエスの単独提供番組」として編成。第2回（2024年）では、伊藤と桂紗綾の出演で「予選会」最終日（10月9日）の結果発表後に館内で収録した音源を、翌週（同月13日）に当番組の後半で放送した。